# 朱逢民
朱逢民（1963年—），山东泰安人，汉族，中华人民共和国政治人物、第十二届全国人民代表大会广西地区代表。
毕业于哈尔滨工业大学企业管理专业。加入中国共产党。2013年，担任全国人大代表。